# Alapadna pauropis
Alapadna pauropis är en fjärilsart som beskrevs av Turner 1902. Alapadna pauropis ingår i släktet Alapadna och familjen nattflyn. Inga underarter finns listade i Catalogue of Life.